# El Correo de Lugo
El Correo de Lugo fue un periódico editado en la ciudad española de Lugo entre 1860 e 1866.

## Historia y características
Subtitulado Periódico de intereses morales y materiales, apareció por vez primera el 20 de mayo de 1860. Se publicaban tres números mensuales impresos por Manuel Soto Freire. Entre sus directores se encontraron José María Castro Bolaño y Manuel Vázquez de Parga; y entre los redactores, Nicolás Pardo Pimentel, Pedro Rozzi, Teolindo María Romero, Antonio Castro Martínez y Nicandro García Taboada. La publicación era de tendencia política moderada y su primera época apenas duró hasta 1861. La segunda etapa se inició el 8 de marzo de 1865 y se modificó el subtítulo inicial por el de Periódico de interés general. Entre los temas que trató destaca la polémica sobre la llegada del ferrocarril a Galicia. Dejó de publicarse el 27 de abril de 1866.